# Uclesia nigrescens
Uclesia nigrescens är en tvåvingeart som först beskrevs av Louis-Paul Mesnil 1953.  Uclesia nigrescens ingår i släktet Uclesia och familjen parasitflugor.
Artens utbredningsområde är Israel. Inga underarter finns listade i Catalogue of Life.